# Mesosa anancyloides
Mesosa anancyloides är en skalbaggsart som beskrevs av Stefan von Breuning och Chûjô 1962. Mesosa anancyloides ingår i släktet Mesosa och familjen långhorningar. Inga underarter finns listade i Catalogue of Life.